# Saško Kedev
Saško Kedev (in cirillico Сашко Кедев; Štip, 6 luglio 1962) è un politico e medico macedone, membro del Partito Democratico per l'Unità Nazionale Macedone.

## Biografia
Nato a Štip, Kedev si laureò nella sua città natale. Specializzato in fisiocardiologia, dal 1991 al 1993 lavorò presso una clinica a Bethesda negli USA, poi fu Assistente-Professore alla Facoltà di Medicina alla Ss. Cyril and Methodius University - Albania, Cardiologista qualificato nel proprio settore negli USA, direttore della clinica cardiologica dal 1999 al 2003. Vive a Skopje in Macedonia.
Appassionato di alpinismo, il 19 maggio del 2009, scalò il monte Everest, diventando così il terzo Macedone a scalare i picchi più alti del mondo.

## Politica
Dal 2002 al 2006 fu un membro dell'Assemblea della Repubblica di Macedonia. Nel mese di aprile del 2004 fu un candidato presidenziale ma perse nel secondo round contro il socialista Branko Crvenkovski.